# ويليام إل. نيلسون (سياسي)
ويليام إل. نيلسون (بالإنجليزية: William L. Nelson)‏ هو صحفي وسياسي أمريكي، ولد في 4 أغسطس 1875، وتوفي في 31 ديسمبر 1946 في كولومبيا في الولايات المتحدة. نشط حزبياً في الحزب الديمقراطي. وقد انتخب عضو مجلس النواب الأمريكي.